# 大野村 (神奈川県)
大野村（おおのむら）はかつて神奈川県高座郡に位置していた村。
1941年4月29日、隣接の2町6村と新設合併し、神奈川県高座郡相模原町となった。現在は相模原市中央区および南区の一部である。

## 概要
古くからの集落は境川沿いの段丘下に位置し、江戸時代には上流側から上矢部村、淵野辺村、鵜野森村、上鶴間村が成立していた。集落の西側の段丘上には相模野台地（相模原台地）が広がっており、水が乏しいために原野となっていた。江戸時代初期の寛文年間の矢部新田を最初に境川沿いの村を本村とする新田開発が行われ、次いで淵野辺新田、大沼新田が開かれた。明治維新後も台地の開拓は続けられ、1880年（明治13年）の中和田新開、1882年（明治15年）の篠原新開、1887年（明治20年）の谷口新開、1888年（明治21年）の中村新開が開拓された。
1889年（明治22年）の町村制施行に際して、上矢部村、矢部新田村、淵野辺村、鵜野森村、上鶴間村が合併し、新たに大野村を称した。旧村を引き継ぐ上矢部、矢部新田、淵野辺、鵜野森、上鶴間の5大字を編成し、村役場はそれらのほぼ中間に位置する大字淵野辺の字下長久保（現・古淵三丁目）に置いた。

村域に鉄道が敷設されたものの、淵野辺駅付近以外は全体的に農村としての性格はあまり変化がなかった。しかし、1936年（昭和11年）以降、陸軍施設が相次いで移転・開設されたことに伴い、農村から軍都としての様相を濃厚にあらわしてきた。

相模原町発足の経緯については、相模原市#昭和時代及び相模原市#自治体の変遷を参照。

## 沿革
- 1889年（明治22年）4月1日 - 町村制の施行により、上矢部村・矢部新田村・淵野辺村・鵜野森村・上鶴間村が合併し、大野村になる。
  - 面積は25km2で、当時は高座郡で最大の村であった。
  - 人口：3,888人（1890年（明治23年））、4,640人（1910年（明治43年））、11,745人（1941年（昭和16年））
- 1908年（明治41年）9月23日 - 横浜鉄道（現：東日本旅客鉄道（JR東日本）横浜線）が敷設され、村域に淵野辺駅が開設される。
- 1927年（昭和2年）4月1日 - 小田原急行鉄道（現：小田急電鉄）小田原線が敷設される。
- 1929年（昭和4年）4月1日 - 小田原急行鉄道江ノ島線が敷設され、村域に東林間都市駅（現：東林間駅）が開設される。また、小田原線との分岐点に大野信号所（相模大野分岐点とは別）が開設される。
- 1938年（昭和13年）3月1日 - 大野村と新磯村に跨る臨時東京第三陸軍病院開院。所在地：大野村大字上鶴間4719番地
- 1938年（昭和13年）3月1日 - 大野村大字上鶴間中和田新開に小田原急行鉄道小田原線の相模原駅（1941年4月5日に小田急相模原駅と改称。）が開設される。
- 1938年（昭和13年）4月1日 - 大野信号所が通信学校駅（現：相模大野駅）に昇格する。
- 1941年（昭和16年）4月29日 - 高座郡相原村・麻溝村・新磯村・大沢村・大野村・上溝町・座間町・田名村の新設合併により相模原町になる。
  - 相模原町役場が淵野辺（現大野北出張所付近）に置かれたが、同年9月1日に旧上溝町役場に移転した。
  - 大野村役場は相模原町役場大野出張所となる。
- 1948年（昭和23年）4月1日 - 相模原町役場出張所を支所と改称する。大野出張所は大野中支所（現：大野中出張所）となり、旧大野村域内に大野北支所（現：大野北出張所）・大野南支所（現：大野南出張所）が新設される。